# Кауулуфонуа I
Кауулуфонуа I (тонг. Kauʻulufonua) — высший священный верховный правитель Империи Тонга из династии Туи-тонга.

## Биография
Кауулуфонуа I назван старшим сыном 23-го туи-тонга Такалауа. Такалауа был убит во время трапезы на острове Матаахо. Его убийцы Тамасия и Малофафа были из Увеа. Кауулуфонуа отказывался быть туи-тонга, пока он вместе с братьями не пленил и казнил убийц отца. После того как он стал туи-тонга он начал войну против врагов своего отца и захватил Эуа, Хаапай, Вавау, Ниуатупутапу, Ниуафоу и Увеа. Около 1470 года передал власть своему младшему брату. Его старший сын Пуипуифату стал двадцать шестым,  а Кауулуфонуа II двадцать седьмым туи-тонга. Младший сын Фотофили был наместником Ниуафоу.

## Семья
Жены:
1. Тауфа'итоа — самоанская аристократка
2. Маитаки — самоанская аристократка
3. Таупо-и-Масина — дочь Лефано Амоа из Савайи[2]

Сыновья:
- Пуипуифату — 26-й туи-тонга.
- Туиаваии
- Тогиалелеи
- Кауулуфонуа II — 27-й туи-тонга.
- Фотофили[2]

Дочери:
- Принцесса Ваетое-и-бай — жена Туи-аана, сына Селагинато, от его жены, старшей дочери Саналалы II.
- Принцесса Сулуимауа — жена Лафо, вождя Фалелатаи, в Самоа.
- Принцесса Фатафехи — 4-я жена Матаэле Туапико, 3-го Туи-канокуполу.
- Принцесса Тото'инукуооси — жена Туионукулава, 12-го Туи-хаа-такалауа[2].